# Darwinella duplex
Darwinella duplex är en svampdjursart som beskrevs av Topsent 1905. Darwinella duplex ingår i släktet Darwinella och familjen Darwinellidae. Inga underarter finns listade i Catalogue of Life.